# Concavocephalus eskovi
Concavocephalus eskovi là một loài nhện trong họ Linyphiidae.
Loài này thuộc chi Concavocephalus. Concavocephalus eskovi được Yuri M. Marusik & Andrei V miêu tả năm 2003. Tanasevitch.